# Mahanteshamyces agrostistachydis
Mahanteshamyces agrostistachydis är en svampart som beskrevs av Hosag. & C.K. Biju 2004. Mahanteshamyces agrostistachydis ingår i släktet Mahanteshamyces och familjen Asterinaceae.   Inga underarter finns listade i Catalogue of Life.